# Egon Komorzynski (Musikwissenschaftler)
Egon Komorzynski (vollständiger Name Egon Ritter von Komorzynski, * 7. Mai 1878 in Wien; † 16. März 1963 ebenda) war ein österreichischer Musikwissenschaftler, -historiker und -kritiker.
Egon Komorzynski, Sohn des Journalisten Ludwig Ritter von Komorzynski (1844–1899), studierte an verschiedenen Universitäten Musikwissenschaft, Germanistik, Philologie und Kunstgeschichte und wurde im Juli 1900 an der Universität Wien promoviert. Er war im Schuldienst und als Musikreferent der „Wiener Volkszeitung“ tätig. Für seine Forschungen über Wolfgang Amadeus Mozart und Emanuel Schikaneder („Zauberflöte“) wurde er von der Mozartgemeinde Wien und vom Mozarteum geehrt und erhielt 1953 die Mozartmedaille der Mozartgemeinde Wien.
Er schrieb für die NS-Zeitschrift Musik im Kriege.
Sein gleichnamiger Sohn Egon Komorzynski war Ägyptologe. Er wurde am Döblinger Friedhof bestattet.

## Schriften
- Emanuel Schikaneder. Ein Beitrag zur Geschichte des deutschen Theaters. Berlin 1901 ()
- Mozarts Kunst der Instrumentation, 1906
- Der Vater der Zauberflöte, 1948
- Ein Wiener Musikkritiker des Vormärz. Dr. Alfred Julius Becher, 1803–1848 (Jahrbuch der Grillparzer-Gesellschaft III, 2, 1956)
- Grillparzers Klavierlehrer, Johann Mederitsch (Jahrbuch der Grillparzer-Gesellschaft III, 3, 1960)